# Thienemann-Esslinger Verlag
Der Thienemann-Esslinger Verlag ist ein deutscher Kinderbuchverlag. Er beschäftigt etwa 35 Mitarbeiter im Stammhaus in der Stuttgarter Blumenstraße.

## Geschichte
Der K. Thienemanns Verlag wurde am 1. Juni 1849 von Karl Thienemann in Stuttgart gegründet, der zuvor knapp drei Jahre als Prokurist bei Jakob Ferdinand Schreiber in Esslingen gearbeitet hatte.
Seit 1862 besaß und leitete Julius Hoffmann sen. (1833–1904) den Verlag unter dem Namen K. Thienemanns Verlag (Jul. Hoffmann). Julius Hoffmann sen. war seit 1873 auch Prokurist und Geschäftsführer des Verlages von Carl Hoffmann. 1885 wurde dessen Kinder- und Jugendschriftensparte an die Brüder Franz und Anton Hoffmann verkauft und unter der Firmierung K. Thienemanns Verlag (Gebr. Hoffmann) weitergeführt. Julius Hoffmann sen. erwarb 1885 eine zweite Sparte für naturwissenschaftliche und gewerbliche Publikationen und führte sie unter seinem eigenen Namen weiter, ab 1899 übernahm sie sein Sohn Julius Hoffmann jun.
1895 wurde die Kinder- und Jugendschriftensparte an die Deutsche Verlags-Anstalt verkauft (nunmehr geführt als Deutsche Verlagsanstalt K. Thienemanns Verlag). Spätestens in den frühen 1940er Jahren nahm auch K. Thienemanns Verlag wieder Kinderbücher in sein Programm auf.
Mit der Übernahme durch Otto Weitbrecht 1916 über seine Tochter Lotte Weitbrecht und ihren Bruder Richard Weitbrecht sowie Richards Sohn Hansjörg Weitbrecht in dritter Generation leitete die Familie Weitbrecht bis 2001 den Verlag. Der letzte Firmenleiter dieser Familie Hansjörg Weitbrecht gründete darüber hinaus 1981 als Tochterunternehmen des Verlages die Edition Weitbrecht, die vorwiegend den Bereich der Belletristik und des Sachbuchprogramms abdeckte und wenig später in Weitbrecht-Verlag umbenannt wurde. 1982 erfolgte die Übernahme der Edition Erdmann in den Thienemann Verlag als Imprint mit Schwerpunkt auf Abenteuer- und Reiseliteratur.
Seit 2001 gehört die umbenannte Thienemann Verlag GmbH zur schwedischen Verlagsgruppe Bonnier, wobei allerdings der Weitbrecht-Verlag als Imprint Piper Fantasy vom Piper-Verlag in München und die Edition Erdmann später, im Jahre 2008, vom Marixverlag Wiesbaden übernommen wurde. Im Jahr 2000 wurde der Gabriel Verlag als Imprint in den Verlag mit aufgenommen. 2010 folgte das Imprint Planet Girl, unter das die   Mädchenbuchreihe Freche Mädchen – freche Bücher fällt.
Im Januar 2013 wurde der Verlag zum Gegenstand von Medienberichten, weil bei einer geplanten Neuausgabe von Otfried Preußlers Die kleine Hexe einzelne Wörter als sprachliche Modernisierung verändert werden sollen. Insbesondere die Entscheidung, problematische Terminologie wie das Wort „Neger“ zu ersetzen, wurde zum Auslöser einer deutschlandweiten Debatte.
Zu Beginn des Jahres 2014 fusionierten die bisherigen Einzelverlage Thienemann und Esslinger zur Thienemann-Esslinger Verlag GmbH.

## Programm
Schwerpunkte des Thienemann-Esslinger Verlages sind Bilderbücher sowie Kinder- und Jugendliteratur. Das lieferbare Programm umfasst etwa 1000 Bücher. Autoren des Verlags sind u. a. Otfried Preußler, Michael Ende, Max Kruse, James Krüss, Annet Rudolph, Nele Neuhaus, Bianka Minte-König und Hortense Ullrich.
Zu den bekanntesten Titeln gehören Michael Endes Werke Jim Knopf und Lukas der Lokomotivführer, Die unendliche Geschichte und Momo sowie Otfried Preußlers Die kleine Hexe, Der kleine Wassermann, Das kleine Gespenst, Der Räuber Hotzenplotz und Krabat und die Buchreihe Freche Mädchen – freche Bücher.
Daneben ist der Verlag bemüht, neue Autoren, Illustratoren und Fotografen zu gewinnen und zu fördern. Zu den neuen Autoren gehört unter anderen Oliver Scherz mit seinen Büchern Ben und Wir sind nachher wieder da, wir müssen kurz nach Afrika oder der Fotokünstler Jan von Holleben, der u. a. die Bücher Kriegen das eigentlich alle? und Denkste?! fotografisch in Szene setzte.
Im Zuge einer strategischen Neuausrichtung und um eine neue und junge Leserschaft zu bedienen, werden ab Herbst 2025 alle Romance- und Romantasy-Bücher für die Young und New Adult Zielgruppen unter dem Label Loomlight erscheinen. Für die Altersgruppe 8 bis 11 Jahre wird dann in der Reihe Planet! veröffentlicht.